# Mononykus olecranus
Mononykus olecranus es la única especie conocida del género extinto Mononykus (gr."garra única") de dinosaurio terópodo alvarezsáurido, que vivió a finales del período Cretácico, hace aproximadamente entre 80 y 71 millones de años, en el Campaniense, en lo que hoy es Asia, en el actual Desierto de Gobi, en Mongolia. Fue un pequeño dinosaurio bípedo corredor, con un único dedo en las manos, acabado en una larga garra, y probablemente cubierto de plumas.

## Descripción

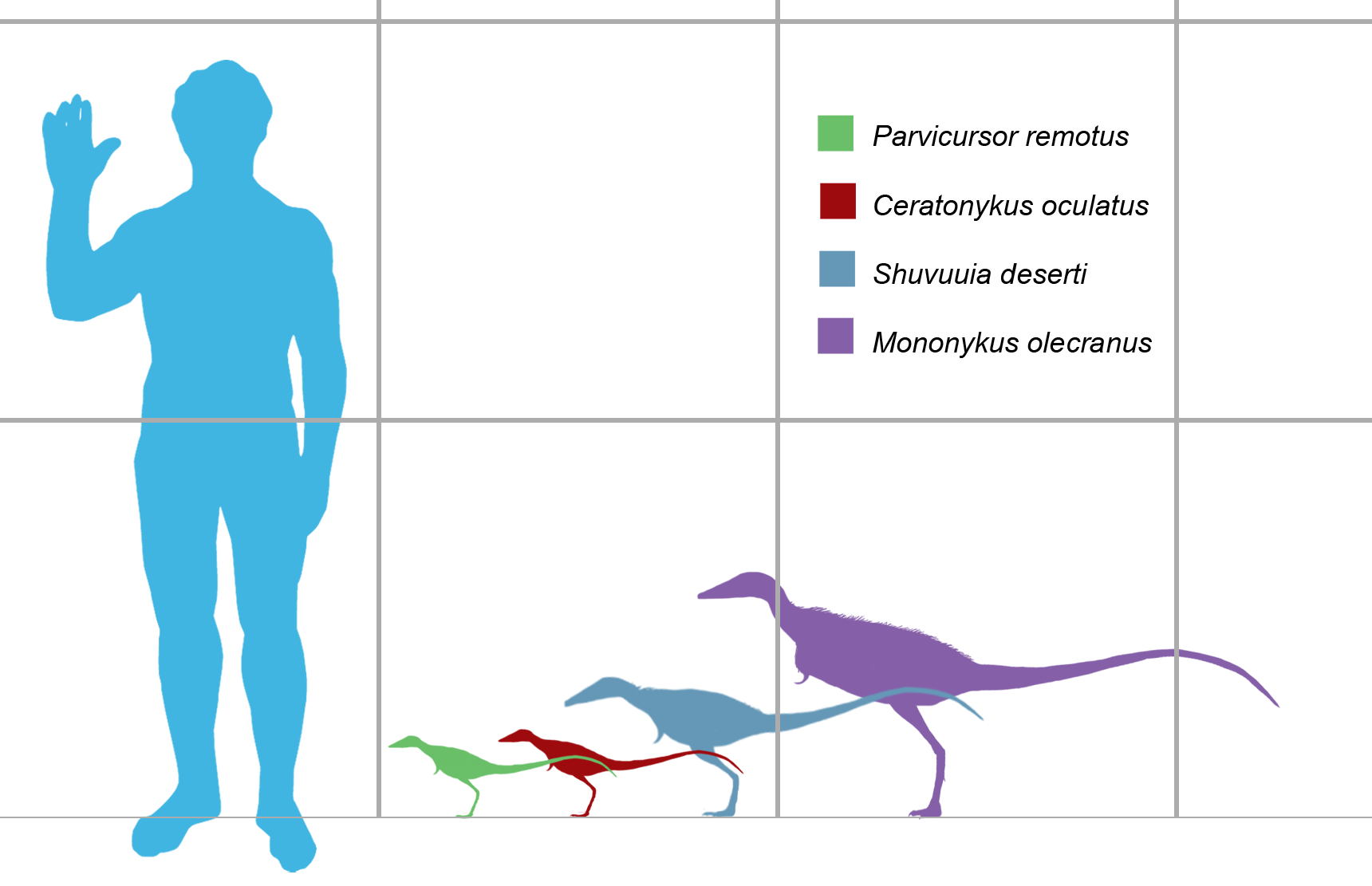
Tamaño de varios Alvarezsauridos en comparación con un humano, Mononykus en violeta.

Mononykus medía aproximadamente 1 metro de largo y 3 kilogramos de peso. Presentaba miembros  delanteros atrofiados, los cuales poseían un dedo y su correspondiente uña. Dicha característica es típica de toda la familia de los alvarezsáuridos. Corría sobre patas traseras largas y delgadas, era muy ágil, y podría correr a altas velocidades, algo que habría sido útil en los llanos abiertos del desierto donde vivió. Tenía un pequeño cráneo, y sus dientes eran pequeños y acentuados, sugiriendo que comía insectos y pequeños animales, tales como lagartos y mamíferos. Se diferenciaba de los parientes cercanos Shuvuuia y Parvicursor en varios detalles de su esqueleto, incluido un hueso púbico de sección transversal triangular y diferentes proporciones en los huesos de los dedos.
Mononykus tenía antebrazos muy extraños, rechonchos con una garra grande de 7,5 centímetros de largo, de donde proviene su nombre. Las otras dos garras han desaparecido; sin embargo, un familiar cercano de Mononykus, Shuvuuia, tenía dos garras vestigiales junto a una garra grande. El propósito de estos brazos sumamente especializados sigue siendo un misterio, pero algunos científicos han sugerido que los utilizaron para romper los termiteros, como los osos hormigueros modernos, y por lo tanto es posible que se alimentaran sobre todo de insectos. Otras características incluyen los huesos de muñeca fundidos similares a los de pájaros, de un esternón en quilla, y de una cola larga que se asemeja a otros dinosaurios.

### Plumas

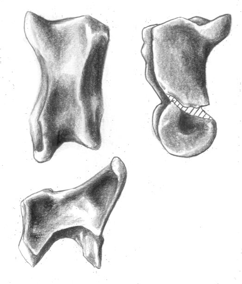
Primera falange del primer dedo.

A Mononykus se lo reconstruye generalmente con una cubierta de plumas. De hecho, en el fósil de su pariente cercano Shuvuuia fueron descubiertos rastros de la pluma, probando que los alvarzsáuridos estaban entre los linajes de los terópodos con plumas o un suave integumento. Una capa de plumas suaves o de "protoplumas pilosas" también puede ser compatibles con la forma de vida que se presume para Mononykus, estas habrían provisto del aislamiento durante las frías noches del desierto y los meses más fríos, además de servirle de camuflaje. Unas plumas más largas o coloridas, por ejemplo en la cola, podrían haberse utilizado en el cortejo.[cita requerida]

## Descubrimiento e investigación

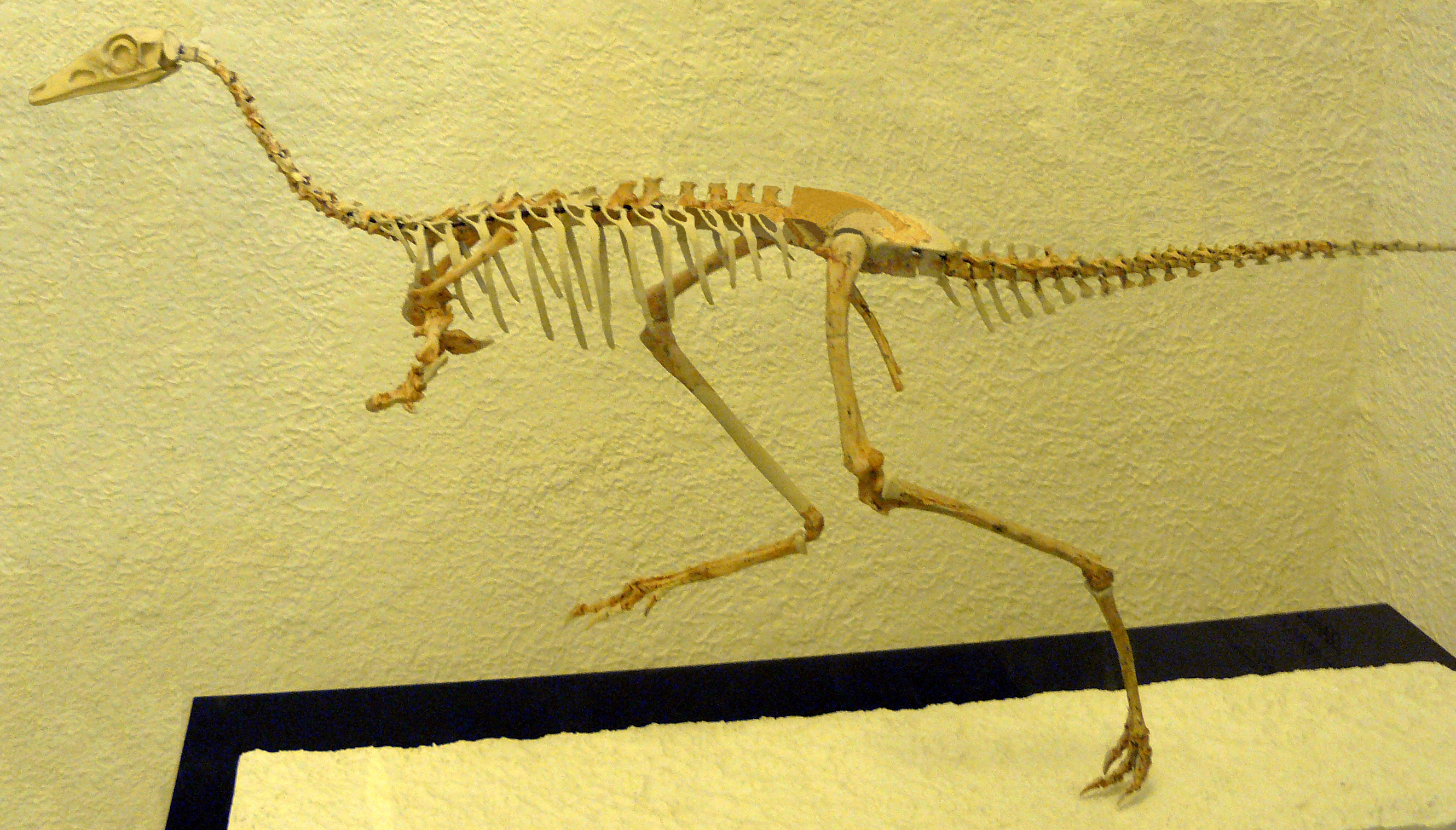
Esqueleto de un Mononykus en el Museo Americano de Historia Natural.

El holotipo IGM N107/6 fue descubierto en 1987 en la Formación Nemegt, en Mongolia y descrito brevemente por Perle et al. en 1993 y con más detalle en 1994, en un principio lo llamaron Mononychus, pero este nombre ya había sido usado en 1824 por Schuppel para un escarabajo, cambiándolo al actual nombre. En el trabajo de 1993 refirieron a IGM 100/99 a Mononykus, aunque en 1994 expresó dudas sobre esta asignación. Chiappe et al. en 1996 refirieron a IGM 100/975,  IGM 100/977 y IGM 100/1001 a Mononykus. posteriormente estos e IGM 100/99 fueron todos asignados al nuevo género Shuvuuia por Chiappe et al. en 1998. Y posteriormente IGM 100/99 fue reasignado a Parvicursor por Longrich y Currie en 2008.
Mononykus está actualmente representado por un solo ejemplar, el holotipo, con número de catálogo IGM N107/6. Este espécimen consiste en un esqueleto parcial que carece de cola y solo pequeños fragmentos de huesos del cráneo, incluida la caja cerebral completa. Más tarde, otros especímenes se clasificaron erróneamente como Mononykus, incluidos los especímenes con colas parciales, inicialmente mal interpretados como muy cortas, aunque los especímenes posteriores mostraron que eran largas y delgadas y cráneos completos que muestran una forma distintiva, en su mayoría sin dientes. Sin embargo, estos especímenes se han reclasificado desde entonces en el nuevo género Shuvuuia. Debido a esto, muchas reconstrucciones artísticas y esqueletos montados en museos de Mononykus, se basan principalmente en Shuvuuia.
Esta reasignación a Shuvuuia o a Parvicursor se aplica probablemente también al fósil AMNH 6524, que fue considerado como un espécimen de Mononykus por Norell y colaboradores en 1993. Encontrado en 1922 por la expedición de Roy Chapman Andrews, y etiquetados como «dinosaurio parecido a las aves» en los depósitos del Museo Americano de Historia Natural, ya que no se conocen fósiles de Mononykus en la Formación Djadokhta.

## Clasificación
Mononykus era un miembro de la familia Alvarezsauridae, un grupo de dinosaurios descubierto en la década de 1990. En un principio los investigadores consideraron a Mononykus, como un dinosaurio muy cercano a las aves y colocado en su propia familia Mononykidae, mientras tanto el más basal Alvarezsaurus de 1991 era clasificado dentro de Ceratosauria. No fue hasta la descripción de Patagonykus, que sirvió de eslabón entre ambos dinosaurios, cuando se pudo clasificarlo correctamente. La posición de la familia Alvarezsauridae es incierta, se la ha relacionado con Ornithomimidae, o dentro de Ornithomimosauria, aunque se cree que probablemente eran un taxón hermano de estos, dentro de Ornithomimiformes. También se los ha relacionado con las aves, en cualquier caso pertenecen a Coelurosauria. Posteriormente se encontró Parvicursor, al que también se le asignó su propia familia, Parvicursoridae, y Shuvuia, estos tres alvarezsáuridos avanzados se los clasifica en una propia subfamilia llamada Mononykinae.

### Filogenia
Cladograma según Xu y colaboradores en 2011:
|  | Albertonykus                        |
|  |                                     |

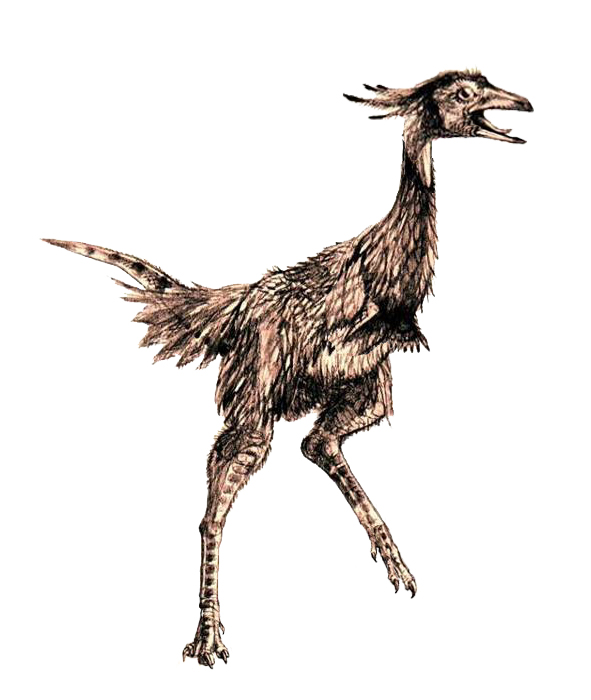
Recreación de un Mononykus.

|  | alvarezsaurio sin nombre (YPM 1049) |
|  |                                     |

|  | Parvicursor                      |
|  |                                  |
|  | alvarezsaurio de Tugriken Shireh |
|  |                                  |

|  | Shuvuuia  |
|  |           |
|  | Mononykus |
|  |           |

|  | Parvicursor                      |
|  |                                  |
|  | alvarezsaurio de Tugriken Shireh |
|  |                                  |

|  | Shuvuuia  |
|  |           |
|  | Mononykus |
|  |           |

|  | Parvicursor                      |
|  |                                  |
|  | alvarezsaurio de Tugriken Shireh |
|  |                                  |

|  | Shuvuuia  |
|  |           |
|  | Mononykus |
|  |           |

|  | Parvicursor                      |
|  |                                  |
|  | alvarezsaurio de Tugriken Shireh |
|  |                                  |

|  | Shuvuuia  |
|  |           |
|  | Mononykus |
|  |           |

|  | Albertonykus                        |
|  |                                     |
|  | alvarezsaurio sin nombre (YPM 1049) |
|  |                                     |

|  | Parvicursor                      |
|  |                                  |
|  | alvarezsaurio de Tugriken Shireh |
|  |                                  |

|  | Shuvuuia  |
|  |           |
|  | Mononykus |
|  |           |

|  | Parvicursor                      |
|  |                                  |
|  | alvarezsaurio de Tugriken Shireh |
|  |                                  |

|  | Shuvuuia  |
|  |           |
|  | Mononykus |
|  |           |

|  | Parvicursor                      |
|  |                                  |
|  | alvarezsaurio de Tugriken Shireh |
|  |                                  |

|  | Shuvuuia  |
|  |           |
|  | Mononykus |
|  |           |

|  | Parvicursor                      |
|  |                                  |
|  | alvarezsaurio de Tugriken Shireh |
|  |                                  |

|  | Shuvuuia  |
|  |           |
|  | Mononykus |
|  |           |

|  | Albertonykus                        |
|  |                                     |
|  | alvarezsaurio sin nombre (YPM 1049) |
|  |                                     |

|  | Parvicursor                      |
|  |                                  |
|  | alvarezsaurio de Tugriken Shireh |
|  |                                  |

|  | Shuvuuia  |
|  |           |
|  | Mononykus |
|  |           |

|  | Parvicursor                      |
|  |                                  |
|  | alvarezsaurio de Tugriken Shireh |
|  |                                  |

|  | Shuvuuia  |
|  |           |
|  | Mononykus |
|  |           |

|  | Parvicursor                      |
|  |                                  |
|  | alvarezsaurio de Tugriken Shireh |
|  |                                  |

|  | Shuvuuia  |
|  |           |
|  | Mononykus |
|  |           |

|  | Parvicursor                      |
|  |                                  |
|  | alvarezsaurio de Tugriken Shireh |
|  |                                  |

|  | Shuvuuia  |
|  |           |
|  | Mononykus |
|  |           |

|  | Albertonykus                        |
|  |                                     |
|  | alvarezsaurio sin nombre (YPM 1049) |
|  |                                     |

|  | Parvicursor                      |
|  |                                  |
|  | alvarezsaurio de Tugriken Shireh |
|  |                                  |

|  | Shuvuuia  |
|  |           |
|  | Mononykus |
|  |           |

|  | Parvicursor                      |
|  |                                  |
|  | alvarezsaurio de Tugriken Shireh |
|  |                                  |

|  | Shuvuuia  |
|  |           |
|  | Mononykus |
|  |           |

|  | Parvicursor                      |
|  |                                  |
|  | alvarezsaurio de Tugriken Shireh |
|  |                                  |

|  | Shuvuuia  |
|  |           |
|  | Mononykus |
|  |           |

|  | Parvicursor                      |
|  |                                  |
|  | alvarezsaurio de Tugriken Shireh |
|  |                                  |

|  | Shuvuuia  |
|  |           |
|  | Mononykus |
|  |           |

|  | Albertonykus                        |
|  |                                     |
|  | alvarezsaurio sin nombre (YPM 1049) |
|  |                                     |

|  | Parvicursor                      |
|  |                                  |
|  | alvarezsaurio de Tugriken Shireh |
|  |                                  |

|  | Shuvuuia  |
|  |           |
|  | Mononykus |
|  |           |

|  | Parvicursor                      |
|  |                                  |
|  | alvarezsaurio de Tugriken Shireh |
|  |                                  |

|  | Shuvuuia  |
|  |           |
|  | Mononykus |
|  |           |

|  | Parvicursor                      |
|  |                                  |
|  | alvarezsaurio de Tugriken Shireh |
|  |                                  |

|  | Shuvuuia  |
|  |           |
|  | Mononykus |
|  |           |

|  | Parvicursor                      |
|  |                                  |
|  | alvarezsaurio de Tugriken Shireh |
|  |                                  |

|  | Shuvuuia  |
|  |           |
|  | Mononykus |
|  |           |

|  | Albertonykus                        |
|  |                                     |
|  | alvarezsaurio sin nombre (YPM 1049) |
|  |                                     |

|  | Parvicursor                      |
|  |                                  |
|  | alvarezsaurio de Tugriken Shireh |
|  |                                  |

|  | Shuvuuia  |
|  |           |
|  | Mononykus |
|  |           |

|  | Parvicursor                      |
|  |                                  |
|  | alvarezsaurio de Tugriken Shireh |
|  |                                  |

|  | Shuvuuia  |
|  |           |
|  | Mononykus |
|  |           |

|  | Parvicursor                      |
|  |                                  |
|  | alvarezsaurio de Tugriken Shireh |
|  |                                  |

|  | Shuvuuia  |
|  |           |
|  | Mononykus |
|  |           |

|  | Parvicursor                      |
|  |                                  |
|  | alvarezsaurio de Tugriken Shireh |
|  |                                  |

|  | Shuvuuia  |
|  |           |
|  | Mononykus |
|  |           |

|  | Albertonykus                        |
|  |                                     |
|  | alvarezsaurio sin nombre (YPM 1049) |
|  |                                     |

|  | Parvicursor                      |
|  |                                  |
|  | alvarezsaurio de Tugriken Shireh |
|  |                                  |

|  | Shuvuuia  |
|  |           |
|  | Mononykus |
|  |           |

|  | Parvicursor                      |
|  |                                  |
|  | alvarezsaurio de Tugriken Shireh |
|  |                                  |

|  | Shuvuuia  |
|  |           |
|  | Mononykus |
|  |           |

|  | Parvicursor                      |
|  |                                  |
|  | alvarezsaurio de Tugriken Shireh |
|  |                                  |

|  | Shuvuuia  |
|  |           |
|  | Mononykus |
|  |           |

|  | Parvicursor                      |
|  |                                  |
|  | alvarezsaurio de Tugriken Shireh |
|  |                                  |

|  | Shuvuuia  |
|  |           |
|  | Mononykus |
|  |           |

|  | Albertonykus                        |
|  |                                     |
|  | alvarezsaurio sin nombre (YPM 1049) |
|  |                                     |

|  | Parvicursor                      |
|  |                                  |
|  | alvarezsaurio de Tugriken Shireh |
|  |                                  |

|  | Shuvuuia  |
|  |           |
|  | Mononykus |
|  |           |

|  | Parvicursor                      |
|  |                                  |
|  | alvarezsaurio de Tugriken Shireh |
|  |                                  |

|  | Shuvuuia  |
|  |           |
|  | Mononykus |
|  |           |

|  | Parvicursor                      |
|  |                                  |
|  | alvarezsaurio de Tugriken Shireh |
|  |                                  |

|  | Shuvuuia  |
|  |           |
|  | Mononykus |
|  |           |

|  | Parvicursor                      |
|  |                                  |
|  | alvarezsaurio de Tugriken Shireh |
|  |                                  |

|  | Shuvuuia  |
|  |           |
|  | Mononykus |
|  |           |

|  | Albertonykus                        |
|  |                                     |
|  | alvarezsaurio sin nombre (YPM 1049) |
|  |                                     |

|  | Parvicursor                      |
|  |                                  |
|  | alvarezsaurio de Tugriken Shireh |
|  |                                  |

|  | Shuvuuia  |
|  |           |
|  | Mononykus |
|  |           |

|  | Parvicursor                      |
|  |                                  |
|  | alvarezsaurio de Tugriken Shireh |
|  |                                  |

|  | Shuvuuia  |
|  |           |
|  | Mononykus |
|  |           |

|  | Parvicursor                      |
|  |                                  |
|  | alvarezsaurio de Tugriken Shireh |
|  |                                  |

|  | Shuvuuia  |
|  |           |
|  | Mononykus |
|  |           |

|  | Parvicursor                      |
|  |                                  |
|  | alvarezsaurio de Tugriken Shireh |
|  |                                  |

|  | Shuvuuia  |
|  |           |
|  | Mononykus |
|  |           |

|  | Albertonykus                        |
|  |                                     |
|  | alvarezsaurio sin nombre (YPM 1049) |
|  |                                     |

|  | Parvicursor                      |
|  |                                  |
|  | alvarezsaurio de Tugriken Shireh |
|  |                                  |

|  | Shuvuuia  |
|  |           |
|  | Mononykus |
|  |           |

|  | Parvicursor                      |
|  |                                  |
|  | alvarezsaurio de Tugriken Shireh |
|  |                                  |

|  | Shuvuuia  |
|  |           |
|  | Mononykus |
|  |           |

|  | Parvicursor                      |
|  |                                  |
|  | alvarezsaurio de Tugriken Shireh |
|  |                                  |

|  | Shuvuuia  |
|  |           |
|  | Mononykus |
|  |           |

|  | Parvicursor                      |
|  |                                  |
|  | alvarezsaurio de Tugriken Shireh |
|  |                                  |

|  | Shuvuuia  |
|  |           |
|  | Mononykus |
|  |           |

|  | Albertonykus                        |
|  |                                     |
|  | alvarezsaurio sin nombre (YPM 1049) |
|  |                                     |

|  | Parvicursor                      |
|  |                                  |
|  | alvarezsaurio de Tugriken Shireh |
|  |                                  |

|  | Shuvuuia  |
|  |           |
|  | Mononykus |
|  |           |

|  | Parvicursor                      |
|  |                                  |
|  | alvarezsaurio de Tugriken Shireh |
|  |                                  |

|  | Shuvuuia  |
|  |           |
|  | Mononykus |
|  |           |

|  | Parvicursor                      |
|  |                                  |
|  | alvarezsaurio de Tugriken Shireh |
|  |                                  |

|  | Shuvuuia  |
|  |           |
|  | Mononykus |
|  |           |

|  | Parvicursor                      |
|  |                                  |
|  | alvarezsaurio de Tugriken Shireh |
|  |                                  |

|  | Shuvuuia  |
|  |           |
|  | Mononykus |
|  |           |

|  | Albertonykus                        |
|  |                                     |
|  | alvarezsaurio sin nombre (YPM 1049) |
|  |                                     |

|  | Parvicursor                      |
|  |                                  |
|  | alvarezsaurio de Tugriken Shireh |
|  |                                  |

|  | Shuvuuia  |
|  |           |
|  | Mononykus |
|  |           |

|  | Parvicursor                      |
|  |                                  |
|  | alvarezsaurio de Tugriken Shireh |
|  |                                  |

|  | Shuvuuia  |
|  |           |
|  | Mononykus |
|  |           |

|  | Parvicursor                      |
|  |                                  |
|  | alvarezsaurio de Tugriken Shireh |
|  |                                  |

|  | Shuvuuia  |
|  |           |
|  | Mononykus |
|  |           |

|  | Parvicursor                      |
|  |                                  |
|  | alvarezsaurio de Tugriken Shireh |
|  |                                  |

|  | Shuvuuia  |
|  |           |
|  | Mononykus |
|  |           |

|  | Albertonykus                        |
|  |                                     |
|  | alvarezsaurio sin nombre (YPM 1049) |
|  |                                     |

|  | Parvicursor                      |
|  |                                  |
|  | alvarezsaurio de Tugriken Shireh |
|  |                                  |

|  | Shuvuuia  |
|  |           |
|  | Mononykus |
|  |           |

|  | Parvicursor                      |
|  |                                  |
|  | alvarezsaurio de Tugriken Shireh |
|  |                                  |

|  | Shuvuuia  |
|  |           |
|  | Mononykus |
|  |           |

|  | Parvicursor                      |
|  |                                  |
|  | alvarezsaurio de Tugriken Shireh |
|  |                                  |

|  | Shuvuuia  |
|  |           |
|  | Mononykus |
|  |           |

|  | Parvicursor                      |
|  |                                  |
|  | alvarezsaurio de Tugriken Shireh |
|  |                                  |

|  | Shuvuuia  |
|  |           |
|  | Mononykus |
|  |           |

|  | Albertonykus                        |
|  |                                     |
|  | alvarezsaurio sin nombre (YPM 1049) |
|  |                                     |

|  | Parvicursor                      |
|  |                                  |
|  | alvarezsaurio de Tugriken Shireh |
|  |                                  |

|  | Shuvuuia  |
|  |           |
|  | Mononykus |
|  |           |

|  | Parvicursor                      |
|  |                                  |
|  | alvarezsaurio de Tugriken Shireh |
|  |                                  |

|  | Shuvuuia  |
|  |           |
|  | Mononykus |
|  |           |

|  | Parvicursor                      |
|  |                                  |
|  | alvarezsaurio de Tugriken Shireh |
|  |                                  |

|  | Shuvuuia  |
|  |           |
|  | Mononykus |
|  |           |

|  | Parvicursor                      |
|  |                                  |
|  | alvarezsaurio de Tugriken Shireh |
|  |                                  |

|  | Shuvuuia  |
|  |           |
|  | Mononykus |
|  |           |

|  | Albertonykus                        |
|  |                                     |
|  | alvarezsaurio sin nombre (YPM 1049) |
|  |                                     |

|  | Parvicursor                      |
|  |                                  |
|  | alvarezsaurio de Tugriken Shireh |
|  |                                  |

|  | Shuvuuia  |
|  |           |
|  | Mononykus |
|  |           |

|  | Parvicursor                      |
|  |                                  |
|  | alvarezsaurio de Tugriken Shireh |
|  |                                  |

|  | Shuvuuia  |
|  |           |
|  | Mononykus |
|  |           |

|  | Parvicursor                      |
|  |                                  |
|  | alvarezsaurio de Tugriken Shireh |
|  |                                  |

|  | Shuvuuia  |
|  |           |
|  | Mononykus |
|  |           |

|  | Parvicursor                      |
|  |                                  |
|  | alvarezsaurio de Tugriken Shireh |
|  |                                  |

|  | Shuvuuia  |
|  |           |
|  | Mononykus |
|  |           |

|  | Albertonykus                        |
|  |                                     |
|  | alvarezsaurio sin nombre (YPM 1049) |
|  |                                     |

|  | Parvicursor                      |
|  |                                  |
|  | alvarezsaurio de Tugriken Shireh |
|  |                                  |

|  | Shuvuuia  |
|  |           |
|  | Mononykus |
|  |           |

|  | Parvicursor                      |
|  |                                  |
|  | alvarezsaurio de Tugriken Shireh |
|  |                                  |

|  | Shuvuuia  |
|  |           |
|  | Mononykus |
|  |           |

|  | Parvicursor                      |
|  |                                  |
|  | alvarezsaurio de Tugriken Shireh |
|  |                                  |

|  | Shuvuuia  |
|  |           |
|  | Mononykus |
|  |           |

|  | Parvicursor                      |
|  |                                  |
|  | alvarezsaurio de Tugriken Shireh |
|  |                                  |

|  | Shuvuuia  |
|  |           |
|  | Mononykus |
|  |           |

|  | Albertonykus                        |
|  |                                     |
|  | alvarezsaurio sin nombre (YPM 1049) |
|  |                                     |

|  | Parvicursor                      |
|  |                                  |
|  | alvarezsaurio de Tugriken Shireh |
|  |                                  |

|  | Shuvuuia  |
|  |           |
|  | Mononykus |
|  |           |

|  | Parvicursor                      |
|  |                                  |
|  | alvarezsaurio de Tugriken Shireh |
|  |                                  |

|  | Shuvuuia  |
|  |           |
|  | Mononykus |
|  |           |

|  | Parvicursor                      |
|  |                                  |
|  | alvarezsaurio de Tugriken Shireh |
|  |                                  |

|  | Shuvuuia  |
|  |           |
|  | Mononykus |
|  |           |

|  | Parvicursor                      |
|  |                                  |
|  | alvarezsaurio de Tugriken Shireh |
|  |                                  |

|  | Shuvuuia  |
|  |           |
|  | Mononykus |
|  |           |

|  | Albertonykus                        |
|  |                                     |
|  | alvarezsaurio sin nombre (YPM 1049) |
|  |                                     |

|  | Parvicursor                      |
|  |                                  |
|  | alvarezsaurio de Tugriken Shireh |
|  |                                  |

|  | Shuvuuia  |
|  |           |
|  | Mononykus |
|  |           |

|  | Parvicursor                      |
|  |                                  |
|  | alvarezsaurio de Tugriken Shireh |
|  |                                  |

|  | Shuvuuia  |
|  |           |
|  | Mononykus |
|  |           |

|  | Parvicursor                      |
|  |                                  |
|  | alvarezsaurio de Tugriken Shireh |
|  |                                  |

|  | Shuvuuia  |
|  |           |
|  | Mononykus |
|  |           |

|  | Parvicursor                      |
|  |                                  |
|  | alvarezsaurio de Tugriken Shireh |
|  |                                  |

|  | Shuvuuia  |
|  |           |
|  | Mononykus |
|  |           |

|  | Albertonykus                        |
|  |                                     |
|  | alvarezsaurio sin nombre (YPM 1049) |
|  |                                     |

|  | Parvicursor                      |
|  |                                  |
|  | alvarezsaurio de Tugriken Shireh |
|  |                                  |

|  | Shuvuuia  |
|  |           |
|  | Mononykus |
|  |           |

|  | Parvicursor                      |
|  |                                  |
|  | alvarezsaurio de Tugriken Shireh |
|  |                                  |

|  | Shuvuuia  |
|  |           |
|  | Mononykus |
|  |           |

|  | Parvicursor                      |
|  |                                  |
|  | alvarezsaurio de Tugriken Shireh |
|  |                                  |

|  | Shuvuuia  |
|  |           |
|  | Mononykus |
|  |           |

|  | Parvicursor                      |
|  |                                  |
|  | alvarezsaurio de Tugriken Shireh |
|  |                                  |

|  | Shuvuuia  |
|  |           |
|  | Mononykus |
|  |           |

|  | Albertonykus                        |
|  |                                     |
|  | alvarezsaurio sin nombre (YPM 1049) |
|  |                                     |

|  | Parvicursor                      |
|  |                                  |
|  | alvarezsaurio de Tugriken Shireh |
|  |                                  |

|  | Shuvuuia  |
|  |           |
|  | Mononykus |
|  |           |

|  | Parvicursor                      |
|  |                                  |
|  | alvarezsaurio de Tugriken Shireh |
|  |                                  |

|  | Shuvuuia  |
|  |           |
|  | Mononykus |
|  |           |

|  | Parvicursor                      |
|  |                                  |
|  | alvarezsaurio de Tugriken Shireh |
|  |                                  |

|  | Shuvuuia  |
|  |           |
|  | Mononykus |
|  |           |

|  | Parvicursor                      |
|  |                                  |
|  | alvarezsaurio de Tugriken Shireh |
|  |                                  |

|  | Shuvuuia  |
|  |           |
|  | Mononykus |
|  |           |

|  | Albertonykus                        |
|  |                                     |
|  | alvarezsaurio sin nombre (YPM 1049) |
|  |                                     |

|  | Parvicursor                      |
|  |                                  |
|  | alvarezsaurio de Tugriken Shireh |
|  |                                  |

|  | Shuvuuia  |
|  |           |
|  | Mononykus |
|  |           |

|  | Parvicursor                      |
|  |                                  |
|  | alvarezsaurio de Tugriken Shireh |
|  |                                  |

|  | Shuvuuia  |
|  |           |
|  | Mononykus |
|  |           |

|  | Parvicursor                      |
|  |                                  |
|  | alvarezsaurio de Tugriken Shireh |
|  |                                  |

|  | Shuvuuia  |
|  |           |
|  | Mononykus |
|  |           |

|  | Parvicursor                      |
|  |                                  |
|  | alvarezsaurio de Tugriken Shireh |
|  |                                  |

|  | Shuvuuia  |
|  |           |
|  | Mononykus |
|  |           |

|  | Albertonykus                        |
|  |                                     |
|  | alvarezsaurio sin nombre (YPM 1049) |
|  |                                     |

|  | Parvicursor                      |
|  |                                  |
|  | alvarezsaurio de Tugriken Shireh |
|  |                                  |

|  | Shuvuuia  |
|  |           |
|  | Mononykus |
|  |           |

|  | Parvicursor                      |
|  |                                  |
|  | alvarezsaurio de Tugriken Shireh |
|  |                                  |

|  | Shuvuuia  |
|  |           |
|  | Mononykus |
|  |           |

|  | Parvicursor                      |
|  |                                  |
|  | alvarezsaurio de Tugriken Shireh |
|  |                                  |

|  | Shuvuuia  |
|  |           |
|  | Mononykus |
|  |           |

|  | Parvicursor                      |
|  |                                  |
|  | alvarezsaurio de Tugriken Shireh |
|  |                                  |

|  | Shuvuuia  |
|  |           |
|  | Mononykus |
|  |           |

|  | Albertonykus                        |
|  |                                     |
|  | alvarezsaurio sin nombre (YPM 1049) |
|  |                                     |

|  | Parvicursor                      |
|  |                                  |
|  | alvarezsaurio de Tugriken Shireh |
|  |                                  |

|  | Shuvuuia  |
|  |           |
|  | Mononykus |
|  |           |

|  | Parvicursor                      |
|  |                                  |
|  | alvarezsaurio de Tugriken Shireh |
|  |                                  |

|  | Shuvuuia  |
|  |           |
|  | Mononykus |
|  |           |

|  | Parvicursor                      |
|  |                                  |
|  | alvarezsaurio de Tugriken Shireh |
|  |                                  |

|  | Shuvuuia  |
|  |           |
|  | Mononykus |
|  |           |

|  | Parvicursor                      |
|  |                                  |
|  | alvarezsaurio de Tugriken Shireh |
|  |                                  |

|  | Shuvuuia  |
|  |           |
|  | Mononykus |
|  |           |

|  | Albertonykus                        |
|  |                                     |
|  | alvarezsaurio sin nombre (YPM 1049) |
|  |                                     |

|  | Parvicursor                      |
|  |                                  |
|  | alvarezsaurio de Tugriken Shireh |
|  |                                  |

|  | Shuvuuia  |
|  |           |
|  | Mononykus |
|  |           |

|  | Parvicursor                      |
|  |                                  |
|  | alvarezsaurio de Tugriken Shireh |
|  |                                  |

|  | Shuvuuia  |
|  |           |
|  | Mononykus |
|  |           |

|  | Parvicursor                      |
|  |                                  |
|  | alvarezsaurio de Tugriken Shireh |
|  |                                  |

|  | Shuvuuia  |
|  |           |
|  | Mononykus |
|  |           |

|  | Parvicursor                      |
|  |                                  |
|  | alvarezsaurio de Tugriken Shireh |
|  |                                  |

|  | Shuvuuia  |
|  |           |
|  | Mononykus |
|  |           |

|  | Albertonykus                        |
|  |                                     |
|  | alvarezsaurio sin nombre (YPM 1049) |
|  |                                     |

|  | Parvicursor                      |
|  |                                  |
|  | alvarezsaurio de Tugriken Shireh |
|  |                                  |

|  | Shuvuuia  |
|  |           |
|  | Mononykus |
|  |           |

|  | Parvicursor                      |
|  |                                  |
|  | alvarezsaurio de Tugriken Shireh |
|  |                                  |

|  | Shuvuuia  |
|  |           |
|  | Mononykus |
|  |           |

|  | Parvicursor                      |
|  |                                  |
|  | alvarezsaurio de Tugriken Shireh |
|  |                                  |

|  | Shuvuuia  |
|  |           |
|  | Mononykus |
|  |           |

|  | Parvicursor                      |
|  |                                  |
|  | alvarezsaurio de Tugriken Shireh |
|  |                                  |

|  | Shuvuuia  |
|  |           |
|  | Mononykus |
|  |           |

|  | Albertonykus                        |
|  |                                     |
|  | alvarezsaurio sin nombre (YPM 1049) |
|  |                                     |

|  | Parvicursor                      |
|  |                                  |
|  | alvarezsaurio de Tugriken Shireh |
|  |                                  |

|  | Shuvuuia  |
|  |           |
|  | Mononykus |
|  |           |

|  | Parvicursor                      |
|  |                                  |
|  | alvarezsaurio de Tugriken Shireh |
|  |                                  |

|  | Shuvuuia  |
|  |           |
|  | Mononykus |
|  |           |

|  | Parvicursor                      |
|  |                                  |
|  | alvarezsaurio de Tugriken Shireh |
|  |                                  |

|  | Shuvuuia  |
|  |           |
|  | Mononykus |
|  |           |

|  | Parvicursor                      |
|  |                                  |
|  | alvarezsaurio de Tugriken Shireh |
|  |                                  |

|  | Shuvuuia  |
|  |           |
|  | Mononykus |
|  |           |

|  | Albertonykus                        |
|  |                                     |
|  | alvarezsaurio sin nombre (YPM 1049) |
|  |                                     |

|  | Parvicursor                      |
|  |                                  |
|  | alvarezsaurio de Tugriken Shireh |
|  |                                  |

|  | Shuvuuia  |
|  |           |
|  | Mononykus |
|  |           |

|  | Parvicursor                      |
|  |                                  |
|  | alvarezsaurio de Tugriken Shireh |
|  |                                  |

|  | Shuvuuia  |
|  |           |
|  | Mononykus |
|  |           |

|  | Parvicursor                      |
|  |                                  |
|  | alvarezsaurio de Tugriken Shireh |
|  |                                  |

|  | Shuvuuia  |
|  |           |
|  | Mononykus |
|  |           |

|  | Parvicursor                      |
|  |                                  |
|  | alvarezsaurio de Tugriken Shireh |
|  |                                  |

|  | Shuvuuia  |
|  |           |
|  | Mononykus |
|  |           |

|  | Albertonykus                        |
|  |                                     |
|  | alvarezsaurio sin nombre (YPM 1049) |
|  |                                     |

|  | Parvicursor                      |
|  |                                  |
|  | alvarezsaurio de Tugriken Shireh |
|  |                                  |

|  | Shuvuuia  |
|  |           |
|  | Mononykus |
|  |           |

|  | Parvicursor                      |
|  |                                  |
|  | alvarezsaurio de Tugriken Shireh |
|  |                                  |

|  | Shuvuuia  |
|  |           |
|  | Mononykus |
|  |           |

|  | Parvicursor                      |
|  |                                  |
|  | alvarezsaurio de Tugriken Shireh |
|  |                                  |

|  | Shuvuuia  |
|  |           |
|  | Mononykus |
|  |           |

|  | Parvicursor                      |
|  |                                  |
|  | alvarezsaurio de Tugriken Shireh |
|  |                                  |

|  | Shuvuuia  |
|  |           |
|  | Mononykus |
|  |           |

|  | Albertonykus                        |
|  |                                     |
|  | alvarezsaurio sin nombre (YPM 1049) |
|  |                                     |

|  | Parvicursor                      |
|  |                                  |
|  | alvarezsaurio de Tugriken Shireh |
|  |                                  |

|  | Shuvuuia  |
|  |           |
|  | Mononykus |
|  |           |

|  | Parvicursor                      |
|  |                                  |
|  | alvarezsaurio de Tugriken Shireh |
|  |                                  |

|  | Shuvuuia  |
|  |           |
|  | Mononykus |
|  |           |

|  | Parvicursor                      |
|  |                                  |
|  | alvarezsaurio de Tugriken Shireh |
|  |                                  |

|  | Shuvuuia  |
|  |           |
|  | Mononykus |
|  |           |

|  | Parvicursor                      |
|  |                                  |
|  | alvarezsaurio de Tugriken Shireh |
|  |                                  |

|  | Shuvuuia  |
|  |           |
|  | Mononykus |
|  |           |

|  | Albertonykus                        |
|  |                                     |
|  | alvarezsaurio sin nombre (YPM 1049) |
|  |                                     |

|  | Parvicursor                      |
|  |                                  |
|  | alvarezsaurio de Tugriken Shireh |
|  |                                  |

|  | Shuvuuia  |
|  |           |
|  | Mononykus |
|  |           |

|  | Parvicursor                      |
|  |                                  |
|  | alvarezsaurio de Tugriken Shireh |
|  |                                  |

|  | Shuvuuia  |
|  |           |
|  | Mononykus |
|  |           |

|  | Parvicursor                      |
|  |                                  |
|  | alvarezsaurio de Tugriken Shireh |
|  |                                  |

|  | Shuvuuia  |
|  |           |
|  | Mononykus |
|  |           |

|  | Parvicursor                      |
|  |                                  |
|  | alvarezsaurio de Tugriken Shireh |
|  |                                  |

|  | Shuvuuia  |
|  |           |
|  | Mononykus |
|  |           |

|  | Albertonykus                        |
|  |                                     |
|  | alvarezsaurio sin nombre (YPM 1049) |
|  |                                     |

|  | Parvicursor                      |
|  |                                  |
|  | alvarezsaurio de Tugriken Shireh |
|  |                                  |

|  | Shuvuuia  |
|  |           |
|  | Mononykus |
|  |           |

|  | Parvicursor                      |
|  |                                  |
|  | alvarezsaurio de Tugriken Shireh |
|  |                                  |

|  | Shuvuuia  |
|  |           |
|  | Mononykus |
|  |           |

|  | Parvicursor                      |
|  |                                  |
|  | alvarezsaurio de Tugriken Shireh |
|  |                                  |

|  | Shuvuuia  |
|  |           |
|  | Mononykus |
|  |           |

|  | Parvicursor                      |
|  |                                  |
|  | alvarezsaurio de Tugriken Shireh |
|  |                                  |

|  | Shuvuuia  |
|  |           |
|  | Mononykus |
|  |           |

|  | Albertonykus                        |
|  |                                     |
|  | alvarezsaurio sin nombre (YPM 1049) |
|  |                                     |

|  | Parvicursor                      |
|  |                                  |
|  | alvarezsaurio de Tugriken Shireh |
|  |                                  |

|  | Shuvuuia  |
|  |           |
|  | Mononykus |
|  |           |

|  | Parvicursor                      |
|  |                                  |
|  | alvarezsaurio de Tugriken Shireh |
|  |                                  |

|  | Shuvuuia  |
|  |           |
|  | Mononykus |
|  |           |

|  | Parvicursor                      |
|  |                                  |
|  | alvarezsaurio de Tugriken Shireh |
|  |                                  |

|  | Shuvuuia  |
|  |           |
|  | Mononykus |
|  |           |

|  | Parvicursor                      |
|  |                                  |
|  | alvarezsaurio de Tugriken Shireh |
|  |                                  |

|  | Shuvuuia  |
|  |           |
|  | Mononykus |
|  |           |

## Paleopatología
En un estudio patológico realizado en 2001 por Bruce Rothschild y otros paleontólogos, en 15 huesos de un pie de Mononykus el cual fue examinado para detectar signos de fracturas por estrés, pero no encontraron ninguna fractura.

## En la cultura popular
Mononykus apareció en el especial «La Garra Gigante» de la serie de documentales ficticios Paseando con dinosaurios, donde un ejemplar es atrapado por Nigel Marven durante su expedición a Mongolia para descubrir el origen de una garra gigante.
También aparece en el segundo episodio de la serie Prehistoric Planet, donde se presenta una hembra buscando alimento en el desierto. En el documental se la representa con un disco facial similar a las lechuzas y una lengua larga y pegajosa para atrapar termitas.

## Literatura
- Haines, Tim and Paul Chambers. The Complete Guide to Prehistoric Life. Pg. 125. Canada: Firefly Books Ltd., 2006.
- Senter, P. (2005). "Function in the stunted forelimbs of Mononykus olecranus (Theropoda), a dinosaurian anteater". Paleobiology Vol. 31, No. 3 pp. 373–381.